# Kangwe
Kangwe – wieś w Botswanie w dystrykcie Southern. Według spisu ludności z 2011 roku wieś liczyła 210 mieszkańców.